# Fichti
Fichti (griechisch Φίχτι (n. sg.)) ist ein Ort im Westen der Argolis im Gemeindebezirk Mykines in der Gemeinde Argos-Mykene. Zunächst hieß der Ort Kato Fichtia (Κάτω Φίχτια). Später wurde er mit Epano Fichtia (Επάνω Φίχτια) zusammengelegt.

## Beschreibung
In Fichti befindet sich der Bahnhof "Mykene" der Peloponnes-Bahn von Korinth nach Tripoli. Der Bahnbetrieb der Schmalspurbahn wurde jedoch 2011 eingestellt. Etwa 200 m nördlich des Bahnhofs direkt westlich der Schienen liegen die Fundamente eines antiken Turmes von etwa 9,50 m mal 9,50 m. Ein weiterer Turm von etwa 7 m mal 7 m befindet sich etwa 500 m westlich des Ortes. Die Fundamente eines antiken Gebäudes befinden sich etwa 350 m westlich des Ortes und ein weiteres, das sogenannte Blockhaus bei Nemea liegt etwa 2 km nördlich.
Nordwestlich des Ortes befinden sich drei Kapellen Agia Paraskevi, Panagia tou Zacharia und Profitis Ilias. Die Kirche Panagia tou Zacharia ist wahrscheinlich nach einem Gründer der Familie Zacharia benannt. Sie diente im Sommer 1822 Theodoros Kolokotronis als Hauptquartier. Von hier aus organisierte er die Schlacht von Dervenakia, in der er Mahmud Dramali Pascha besiegte.